# Bastardiastrum hirsutiflorum
Bastardiastrum hirsutiflorum là một loài thực vật có hoa trong họ Cẩm quỳ. Loài này được (C.Presl) D.M.Bates mô tả khoa học đầu tiên năm 1978.